# Ambroise-Dydime Lépine
Ambroise-Dydime Lépine (Saint Boniface, 18 de março de 1840 – Saint Boniface, 8 de junho de 1923) foi um líder militar dos Métis e um comandado do grande líder métis Louis Riel, durante a Rebelião de Red River de 1869-1870. Ele foi julgado e condenado à pena de morte por enforcamento, por seu papel durante a rebelião e pela execução do anglófono Thomas Scott, mas o então Governador Geral, Lord Dufferin, reduziu sua pena. Está enterrado na catedral de São Bonifácio, Manitoba, ao lado de Riel.